# Wallops Island
La Isla Wallops es una isla de aproximadamente dieciséis kilómetros cuadrados ubicada en el condado de Accomack, Virginia, y forma parte de las Islas Barrera de Virginia, que se extienden a lo largo de la costa este de los Estados Unidos. Está situada al sur de la Isla Chincoteague, un popular destino turístico.

## Historia
La isla, originalmente conocida como Isla Kegotank, fue otorgada a John Wallop por la Corona el 29 de abril de 1692. La propiedad se dividió a lo largo de los años, hasta que el estado de Virginia la confiscó en 1876 y 1877 debido a impuestos no pagados. Desde entonces, la propiedad fue fragmentándose hasta 1889, cuando diferentes fideicomisarios la administraron en beneficio del Club de la Isla Wallops. En 1933, el club se incorporó y asumió la propiedad como la Asociación de la Isla Wallops, Inc. Los miembros de la asociación y sus familias pasaban los veranos pescando y nadando en la isla, donde también se criaban ovejas, ganado y ponis hasta mediados de la década de 1940. En 1947, la Marina de los EE. UU. comenzó a utilizar dos tercios superiores de la isla para pruebas de armamento aéreo mediante un contrato de arrendamiento, mientras que el Comité Asesor Nacional para la Aeronáutica (NACA), precursor de la NASA, arrendó 400 hectáreas en la parte inferior para instalaciones de lanzamiento de cohetes.
Actualmente, la isla se utiliza principalmente para el Wallops Flight Facility, que incluye el Puerto Espacial Regional del Atlántico Medio. Además, la zona de la península circundante a la isla también se considera parte de Wallops para propósitos postales. En la isla se encuentran el Refugio Nacional de Vida Silvestre de Wallops Island y la Estación de Campo de la Bahía Chincoteague.

## Curiosidades
Algunas escenas de la película de la Segunda Guerra Mundial "Our Father" fueron filmadas en la Isla Wallops.
- Datos: Q2110026
- Multimedia: Wallops Island / Q2110026